# دهویه (رونیز)
دهویه یک روستا در ایران است که در دهستان رونیز شهرستان استهبان واقع شده‌است. دهویه ۶۰۴ نفر جمعیت دارد.